# Herina Malit
Herina Malit (* 23. August 1947) ist eine ehemalige kenianische Leichtathletin, die im Kugelstoßen sowie im Diskuswurf an den Start ging.

## Sportliche Laufbahn
Erste internationale Erfahrungen sammelte Herina Malit vermutlich im Jahr 1974, als sie bei den British Commonwealth Games in Christchurch mit einer Weite von 11,75 m den Finaleinzug im Kugelstoßen verpasste und schied auch im Diskuswurf mit 34,20 m in der Vorrunde aus. 1978 gewann sie bei den Afrikaspielen in Algier mit 12,70 m die Bronzemedaille im Kugelstoßen hinter der Uganderin Joyce Aciro und Veronica Baawah aus Ghana. Anschließend belegte sie bei den Commonwealth Games im kanadischen Edmonton 12,04 m den zehnten Platz. 1982 gewann sie bei den Afrikameisterschaften in Kairo mit 12,56 m die Bronzemedaille hinter der Gabunerin Odette Mistoul und Souad Malloussi aus Marokko. Im Oktober gelangte sie dann bei den Commonwealth Games in Brisbane mit 12,59 m auf den elften Platz im Kugelstoßen und wurde im Diskusbewerb mit 37,88 m Elfte.
1984 wurde Malit kenianische Meisterin im Kugelstoßen sowie 1982 im Diskuswurf.